# Elusa ceneusalis
Elusa ceneusalis là một loài bướm đêm trong họ Noctuidae.